# Heinrich Kochhann (Politiker, 1805)

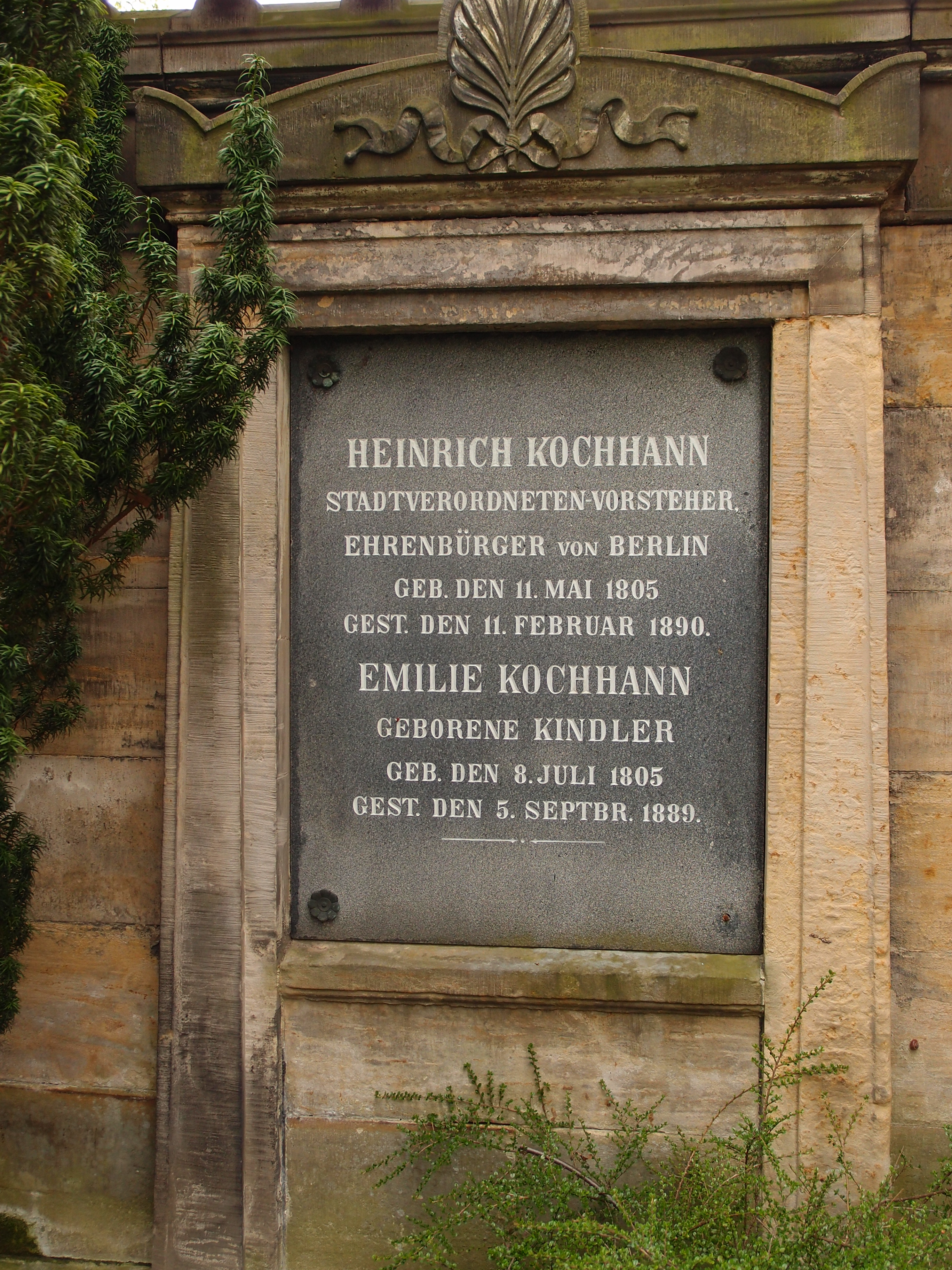
Grab von Heinrich Kochhann, Alter Luisenstadt Kirchhof I, Berlin-Kreuzberg

Friedrich Heinrich Eduard Kochhann (* 11. Mai 1805 in Berlin; † 11. Februar 1890 ebenda) war ein deutscher Politiker in Berlin.

## Leben
Kochhann war 1830 noch als junger Bäckermeister bereits Vorsitzender der Armenkommission in der Luisenstadt. 1839 kam er zur Stadtverwaltung. Sein politisches Umfeld war, wie bei vielen Liberalen dieser Zeit, in reformkirchlichen Kreisen zu suchen (Lichtfreunde). Kochhann wurde nach seinem Ausscheiden aus der Stadtpolitik 1875 zum 39. Ehrenbürger der Stadt, die ihm unter anderem einen Teil der städtischen Grünflächen, Alleebäume, das Klinikum im Friedrichshain und Anderes zu verdanken hat.
Kochhann wurde im Erbbegräbnis der Familie Kochhann auf dem Luisenstädtischen Friedhof beigesetzt, in dem später auch der Architekt Eduard Fürstenau bestattet wurde, da er eine Enkelin von Heinrich Kochhann geheiratet hatte. Das Ehrengrab der Stadt Berlin befindet sich im Gräberfeld NM.
Seit 1902 trägt die Kochhannstraße in Berlin-Friedrichshain seinen Namen.